# Saussurea tuoliensis
Saussurea tuoliensis là một loài thực vật có hoa trong họ Cúc. Loài này được G.M. Shen miêu tả khoa học đầu tiên năm 1991.